# BTR-80
BTR-80是蘇聯設計的裝甲運兵車，在1980年初期，考量到阿富汗作戰上的問題，蘇聯開始進一步發展裝甲車，於1986年服役BTR-80開始取代BTR-60、BTR-70。

## 描述
蘇聯基於BTR-70改良設計了BTR-80，裝配了260匹V-8渦輪增壓水冷柴油發動機，改善了使用雙引擎的BTR-60與BTR-70，重新配置了車體後部安裝了一部新的單發動機，並改良了車體外部，標準裝備包含了TNPO觀測裝置，TNP-B光學裝置與TKN-3給駕駛與車長使用，OU-3GA2M紅外線探照燈，6具81mm煙霧發射器，R-173或R-163-50U車內無線電。

## 衍生型
- BTR-82:BTR-80的最新衍生版本。
- BTR-82A:BTR-82的升級版，為步兵戰車，裝備一門30mm 2A72機炮來對步兵進行火力支援。
- BTR-82AM:BTR-80的升級版，按照BTR-82A標準進行升級。
- PRP-5:裝甲偵察車，採用的是BTR-82A的底盤。